# Scopuloides
Scopuloides — рід грибів родини Meruliaceae. Назва вперше опублікована 1908 року.

## Класифікація
Згідно з базою MycoBank до роду Scopuloides відносять 10 офіційно визнаних видів:
- Scopuloides cana
- Scopuloides gigantea
- Scopuloides hiulca
- Scopuloides hydnoides
- Scopuloides leprosa
- Scopuloides magnicystidiata
- Scopuloides ravenelii
- Scopuloides rimosa
- Scopuloides septocystidiata
- Scopuloides subgelatinosa